# Maximilian Zweimüller
Maximilian Zweimüller (* 19. Mai 1932 in Seewalchen am Attersee; † 6. Juni 2008 ebenda) war Lehrer, Schulleiter, Chorleiter, Cembalist und Organist.

## Leben

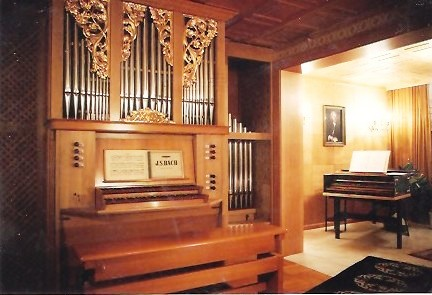
Maximilan Zweimüllers Hausorgel in Seewalchen

Maximilian „Max“ Zweimüller besuchte nach der Volksschule in Seewalchen am Attersee und der Hauptschule in Vöcklabruck die Bischöfliche Lehrerbildungsanstalt Linz, die er 1952 mit der Matura abschloss. Von 1956 bis 1985 war er als Lehrer und provisorischer Leiter an der Volksschule in Seewalchen am Attersee und von 1985 bis 1987 als Direktor der Volksschule in Vöcklamarkt tätig. 
Seine musikalische Ausbildung begann Zweimüller 1948 am Linzer Bruckner-Konservatorium bei Paula von Mack, wo er 1956 die künstlerische Reifeprüfung im Fach Orgel mit Auszeichnung ablegte. 1957 folgte die Staatsprüfung im Fach Orgel an der Universität für Musik und darstellende Kunst Wien. Von 1957 bis 1960 setzte er seine Studien am Mozarteum Salzburg bei Oskar Peter fort und schloss diese mit ausgezeichnetem Erfolg ab. Des Weiteren absolvierte er Kurse in Amsterdam, Fribourg und bei Anton Heiller in Wien. 
Von 1960 bis 1964 studierte er am Mozarteum Salzburg Kirchenmusik und legte die Staatsprüfung mit Auszeichnung ab. Als Chorleiter realisierte er regelmäßig Aufführungen von Kirchenmusik der Wiener Klassik. Es folgten weitere Studien in Innsbruck und Salzburg. 1985 graduierte er am Mozarteum mit einer Arbeit über die Problematik zum konzertanten Orgelspiel zum Magister artium. 1991 promovierte er mit einer Dissertation über das Zeitmaß über J. S. Bachs Sonaten zum Doktor phil. 
2008 verstarb Maximilian Zweimüller im 77. Lebensjahr in Seewalchen am Attersee, wo er auch begraben wurde.

## Konzerttätigkeit
Zweimüller begann seine internationale Konzerttätigkeit bei einem Interpretationswettbewerb in Haarlem/Niederlande, wo er den ersten Preis gewann. Es folgten zahlreiche Konzerte in Österreich, in den Niederlanden, in Deutschland, Dänemark, Schweden, Luxemburg, Italien (darunter in Venedig, Brescia und Asolo), Polen, Jugoslawien, in der ehemaligen UdSSR (Moskau, St. Petersburg, Tallinn, Lwow, Kiev, Odessa und Jerivan), in der Schweiz und in Frankreich. 
Als Orgelsolist machte er Rundfunkaufnahmen in Österreich, Polen, Dänemark und Italien. Weiters liegen einige Platteneinspielungen vor. 
Neben seiner Tätigkeit als Organist (Barock, Bach) trat er auch als Begleiter internationaler Solisten am Cembalo in Erscheinung. Des Weiteren organisierte er Konzerte in Österreich und lud dabei Ensembles, Chöre und Solisten aus Deutschland, Schweden, Italien, den Niederlanden, Slowenien, Polen und Dänemark ein.
Darüber hinaus arbeitete Zweimüller als Privatgelehrter für Orgel und als künstlerischer Berater für Neubauten von Orgeln und betätigte sich selbst als Instrumentenbauer (Cembali). 
Anlässlich der Millenniumsfeiern Österreichs 1996 hielt er beim internationalen musikwissenschaftlichen Kongress in Ottawa einen Vortrag, der auch in englischer Sprache im Kongressbericht abgedruckt wurde. 

## Auszeichnungen
- 1959: 1. Preis Internationale Sommerakademie für Organisten, Haarlem/NL
- 1983: Berufstitel „Professor“
- 1992: Silbernes Verdienstzeichen der Marktgemeinde Seewalchen am Attersee

## Aufnahmen
- Max Zweimüller, J. S. Bach, L. C. D'Aquin, F. Couperin - Max Zweimüller Spielt Werke Von J.S.Bach, D'Aquin Und Couperin, LP, Amadeo, 1973

## Publikationen
- Zur Problematik des Unterrichts im konzertanten Orgelspiel. Verlag Doblinger, Wien / München 1988, ISBN 978-3-900035-99-0.
- Zum Zeitmaß in J. S. Bachs sechs Sonaten für zwei Claviere und Pedal (sechs Triosonaten für Orgel). Studien zu historischen Tempoaussagen und gegenwärtigen Erkenntnissen über integer-valor-bezogene Zeitmaßgestaltung bei Bach. Dissertation, Salzburg 1991.